# Playa Larga (Ciénaga de Zapata)
Playa Larga est le chef-lieu de la municipalité de Ciénaga de Zapata, province de Matanzas, Cuba. La ville se trouve au fond de la baie des Cochons.

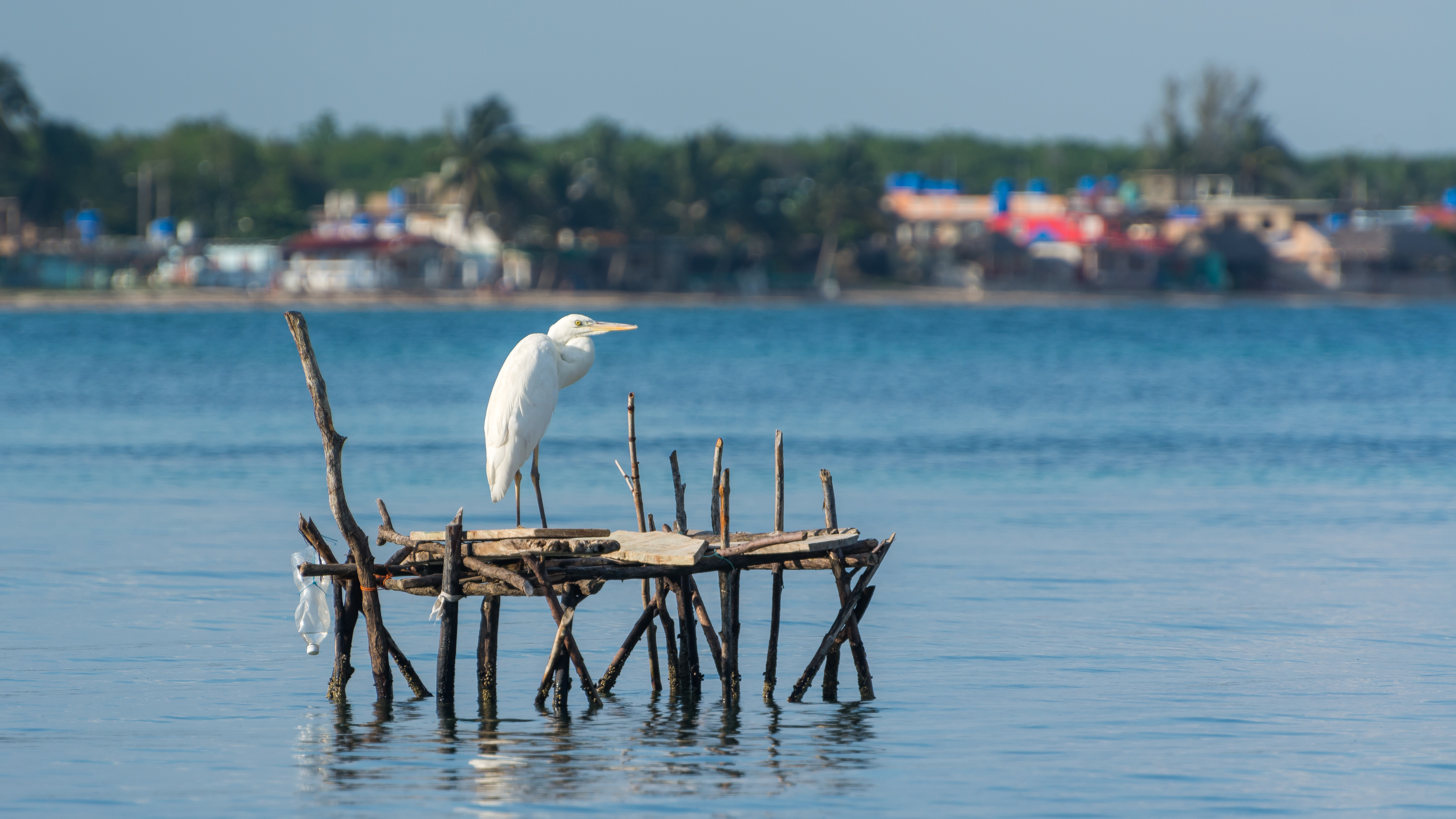
Héron blanc devant Playa Larga
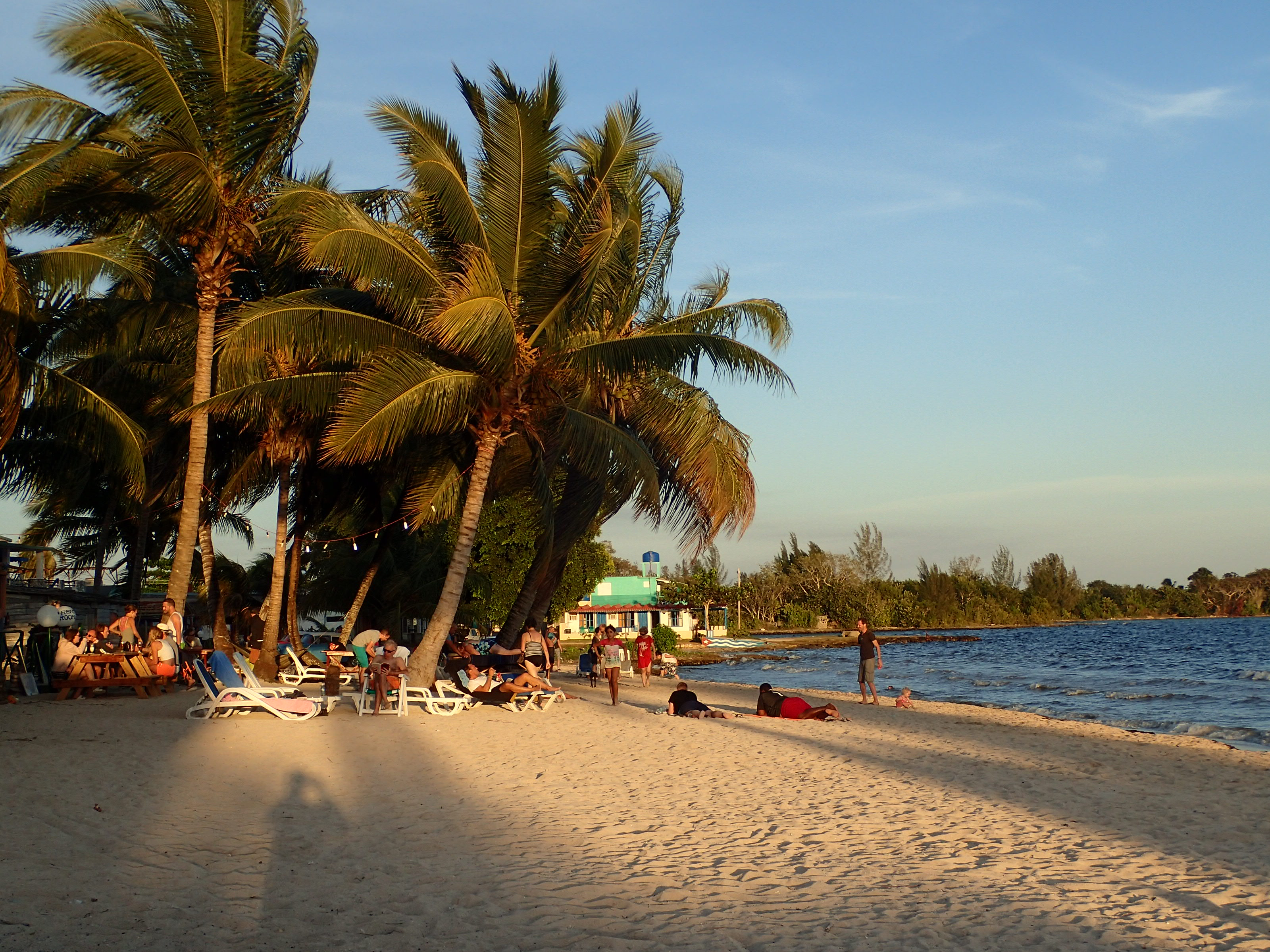
Plage
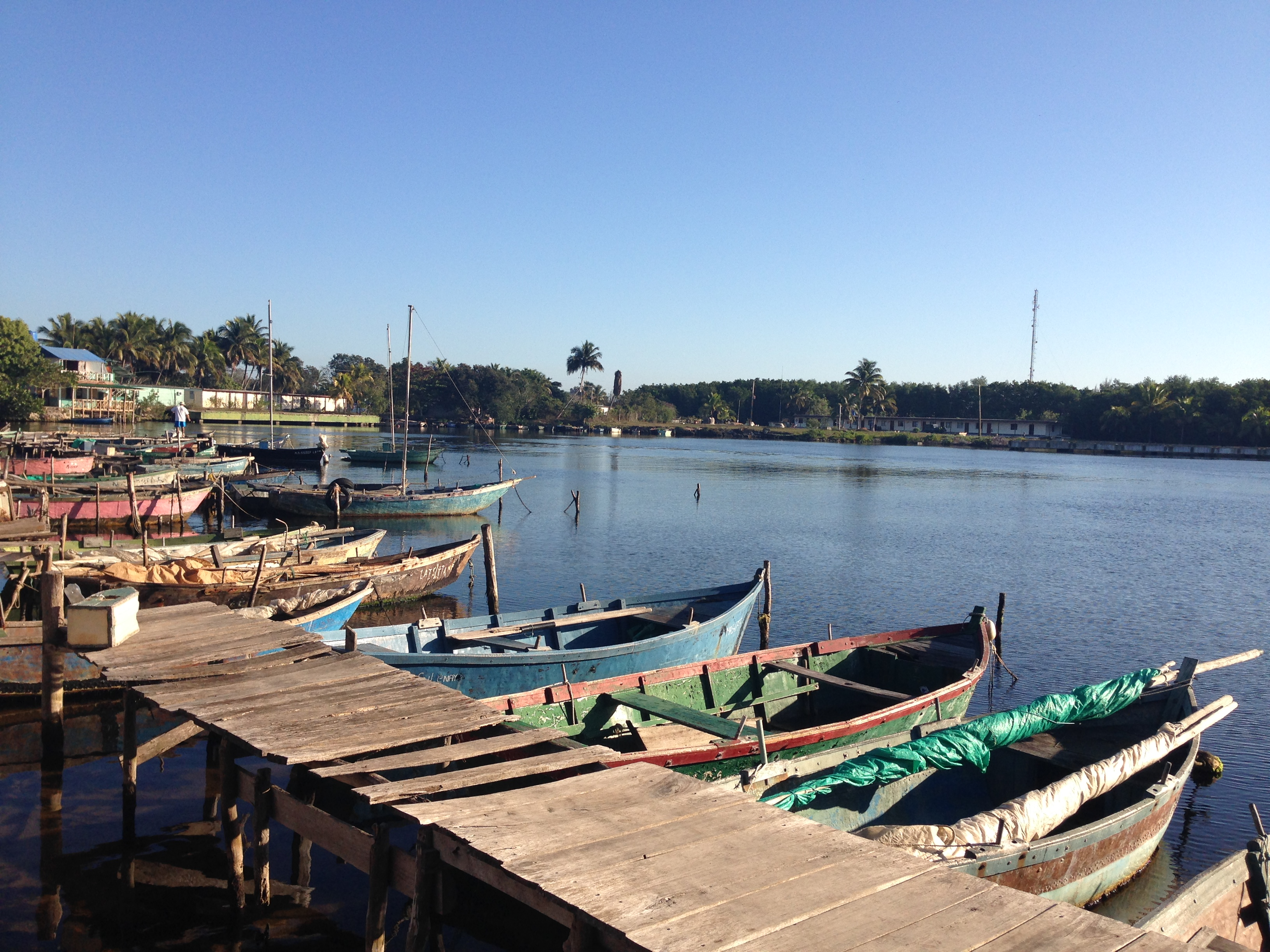
Jetée